# Business Intelligence and Reporting Tools
Business Intelligence and Reporting Tools (BIRT) ist ein Open-Source-Projekt, das Berichtswesen- und Business-Intelligence-Funktionalität für Rich Clients und Web-Applikationen zur Verfügung stellt. Insbesondere eignet es sich für Applikationen, die Java- bzw. Jakarta-EE-basiert geschrieben sind. BIRT ist ein Top-Level-Softwareprojekt innerhalb der Eclipse Foundation, einem nicht-kommerziellen Konsortium von Software-Unternehmen und Open-Source-Community.
Die Ziele des Projektes sind es, einen großen Bereich des Berichtswesens in typischen Applikationen, von operationalem oder Enterprise-Reporting bis hin zu mehrdimensionalem Online Analytical Processing (OLAP) abzudecken. Ursprünglich hat sich das Projekt darauf konzentriert, Applikationsentwicklern ein mächtiges Werkzeug für die Integration von Berichten in die Hand zu geben. Die aktuelle Version hat diese initialen Ziele bereits erreicht und ermöglicht sowohl das Erstellen von Berichtsentwürfen für eine Applikation als auch die Erzeugung und Anzeige der Berichte innerhalb der Anwendung.

## Geschichte
Das BIRT-Projekt wurde zunächst durch die damalige Actuate Corporation vorgeschlagen und finanziert, als Actuate am 24. August 2004 der Eclipse Foundation als strategischer Entwickler beitrat. Das Projekt wurde am 6. Oktober 2004 akzeptiert und zu einem Top-Level-Projekt innerhalb der Eclipse-Community. Zur BIRT-Community gehören unter anderem folgende Mitwirkende: IBM, InetSoft, und Innovent Solutions.
Der initiale Quelltext wurde in der ersten Jahreshälfte 2004 von Actuate geplant und entwickelt. Als BIRT von der Eclipse Foundation akzeptiert wurde, spendete Actuate dieser die bereits geleistete Arbeit.

## Architektur
BIRT besteht aus zwei Hauptkomponenten: Einem graphischen Berichte-Editor innerhalb der Eclipse IDE, um BIRT-Berichte zu entwerfen, und einer Laufzeitkomponente für die Erzeugung von Berichten, die in jeder Java-Umgebung eingesetzt werden kann. Das BIRT-Projekt enthält auch eine Chart-Engine, die sowohl in den Berichte-Editor integriert ist als auch eigenständig innerhalb einer Anwendung verwendet werden kann.
Weiterhin existiert der sogenannte BIRT RCP Report Designer, der ein eigenes Eclipse RCP Programm darstellt. Durch diesen ist keine Installation mehr von Eclipse IDE nötig. Der RCP Designer ist allerdings nur für Windows verfügbar und setzt eine lokale Installation von Java (ab 1.5) voraus.
BIRT-Berichte-Designs werden als XML-Dateien gespeichert und können auf zahlreiche Datenquellen zugreifen, darunter JDO-Datastores, JFire-Scripting-Objekte, POJOs, SQL-Datenbanken, Web Services und XML.
Die Komponente BIRT-Viewer ermöglicht Berichte in einer Webumgebung anzuzeigen, zum Beispiel in Form einer Jakarta-EE-Webanwendung mit Apache Tomcat.